# Minyas olivacea
Minyas olivacea är en havsanemonart som först beskrevs av Le Sueur 1817.  Minyas olivacea ingår i släktet Minyas och familjen Minyadidae. Inga underarter finns listade i Catalogue of Life.